# Julien Meyer
Julien Meyer, né le 4 décembre 1996 à Sélestat, est un joueur de handball français évoluant au poste de gardien de but au C' Chartres MHB. Souvent comparé à Thierry Omeyer du fait de son poste (gardien de but), de son patronyme proche, de sa région d'origine (Alsace) et de sa précocité, il est appelé pour la première fois en équipe de France pour participer aux matchs de qualification à l'Euro 2018 en mai 2017.

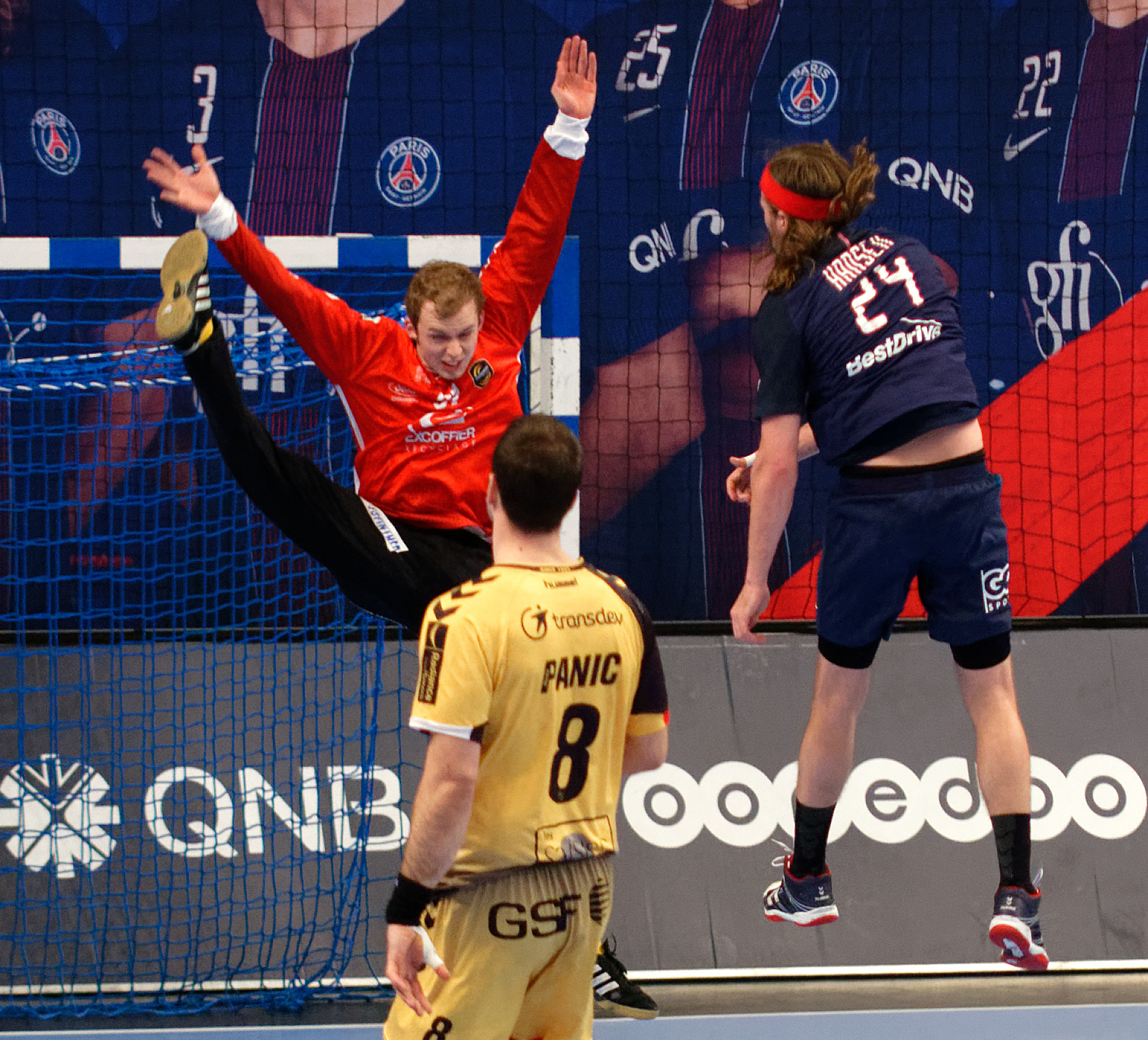
Julien Meyer à la parade face à Mikkel Hansen, le 15 mars 2017.

## Biographie
Julien Meyer commence le handball à 4 ans et demi, à Sélestat mais est également passionné d'équitation. Il opte finalement pour le handball et intègre en quatrième une section sportive à Sélestat, puis à partir de la troisième le pôle espoir de Strasbourg.
Il rejoint ensuite le centre de formation du Sélestat Alsace Handball où il signe son premier contrat professionnel en mai 2015.
Parallèlement, il est sélectionné dans les différentes catégories jeunes de l'équipe de France. Il remporte, à l’occasion du Championnat d'Europe jeunes en 2014, le premier titre glané par l’équipe de France jeunes . Puis, il est surclassé pour participer au championnat du monde junior en 2015, compétition qu’il remporte également et à laquelle Julien est élu meilleur gardien de but.
Avec Sélestat Alsace Handball sous les ordres de Christian Gaudin, il remporte en 2016 la finale du Championnat de France de Division 2, permettant au club de retrouver la Division 1.
Néanmoins, convoité par de nombreux clubs (dont le Paris Saint-Germain pour succéder à Thierry Omeyer), il décide finalement de s'engager pour 4 ans avec le Chambéry Savoie Mont-Blanc Handball en tant que doublure de Yann Genty. Utilisé avec parcimonie en début de saison par Ivica Obrvan, l’Alsacien voit son temps de jeu augmenter peu à peu en réalise quelques bonnes performances (15 arrêts à 63% face à Cesson Rennes lors de la 9e journée, 21 arrêts face au PSG lors de la 18e journée) et est convoqué par Didier Dinart pour la première fois en équipe de France pour participer aux matchs de qualification à l'Euro 2018 en mai 2017. Le 17 juin 2017, en compagnie de Melvyn Richardson, il connait sa première sélection en France à l'occasion du dernier match de qualification pour l'Euro 2018
Néanmoins, il peine à augmenter son temps de jeu derrière Yann Genty puis Nikola Portner et, alors qu'il lui restait un an de contrat à Chambéry, il décide en 2021 de rejoindre le C' Chartres Métropole handball pour un contrat de 3 ans.

## Palmarès

### En club
Compétitions nationales
- Vainqueur de la Coupe de France (1) : 2019
- Troisième du Championnat de France en 2019
- Finaliste du Championnat de France de D2 en 2016

### En équipes nationales
France jeunes et junior
- Médaille d'or au Championnat d'Europe jeunes en 2014
- Médaille d'or au Championnat du monde junior 2015

### Distinctions individuelles
- élu meilleur gardien de but du Championnat du monde junior 2015